# Gustavsberg (musikalbum)
Gustavsberg är Noices sjunde studioalbum, utgivet den 29 september 2023.

## Låtlista
1. Lördag igen
2. Magisk
3. Vi e här å nu
4. Gustavsberg
5. Det händer ikväll
6. En natt i Venedig
7. Vi höjer ett glas
8. Nu i natt
9. I mitt liv (de e aldrig försent)
10. Någonstans (text och musik: Freddie Hansson)

## Musiker
- Charlie Grönvall – sång, gitarr
- Peo Thyrén – bas, sång
- Robert Klasen – trummor
- John Persson – klaviatur, körsång
- Jonas Karlberg – gitarr
- Hasse Carlsson – sång på "En natt i Venedig"
- Freddie Hansson – klaviatur på "Någonstans"
- Roland Liljeskär – delsång på "Nu i natt"